# Mauremys leprosa
Espèce
Synonymes
- Emys leprosa Schweigger, 1812
- Emys lutescens Schweigger, 1812
- Emys marmorea Spix, 1824
- Clemmys sigriz Michahelles, 1829
- Emys vulgaris Gray, 1830
- Emys laticeps Gray, 1854
- Emys fuliginosus Gray, 1860
- Emys laniaria Gray, 1869
- Emys flavipes Gray, 1869
- Mauremys leprosa atlantica Schleich, 1996
- Mauremys leprosa erhardi Schleich, 1996
- Mauremys leprosa marokkensis Schleich, 1996
- Mauremys leprosa wernerkaestlei Schleich, 1996
- Mauremys leprosa zizi Schleich, 1996
- Mauremys leprosa vanmeerhaeghei Bour & Maran, 1999

Mauremys leprosa, l'Émyde lépreuse, est une espèce de tortues dulçaquicoles de la famille des Geoemydidae. Cette espèce était classifiée jusqu'en 2023 "Vulnérable" à l'échelle européenne par l'Union Internationale pour la Conservation de la Nature, mais elle est aujourd'hui classée "Quasi menacée" grâce à la création d'espaces protégés Natura 2000 dans son aire de répartition. Son statut de conservation reste malgré tout particulièrement préoccupant en France, où le nombre restreint de ses populations fonctionnelles et leur isolement ont conduit à la considérer comme l'espèce de tortues la plus menacée de France. Elle fait d'ailleurs l'objet d'un plan national d'actions mis en place pour la période 2012 - 2016, puis reconduit. Les principales menaces pour les populations d'Émyde lépreuse sont la détérioration de son habitat (assèchement de zones humides, urbanisation, contaminations aquatiques, etc.), la compétition avec des espèces exotiques envahissantes introduites telle que la tortue de Floride, et la prédation de ses œufs et de ses juvéniles.
En Espagne, les causes de déclin principalement avancées sont la destruction de son habitat, le drainage des eaux, la pollution industrielle et agricole, les captures accidentelles par la pêche, et dans une moindre mesure le braconnage et la construction des routes. La sécheresse et l'introduction de l'espèce Trachemys scripta sont également supposée avoir un impact (mais non démontré scientifiquement). Les populations portugaises sont en meilleur état de conservation grâce au réseau européen Natura 2000.
En Afrique du Nord, les populations sont dispersées, rares et touchées par le braconnage pour la vente d'animaux de compagnie et la consommation de viande.
On estime que l'espèce a perdu 30% de sa population en une génération (15 ans), bien que peu de données précises soient disponibles.

## Répartition

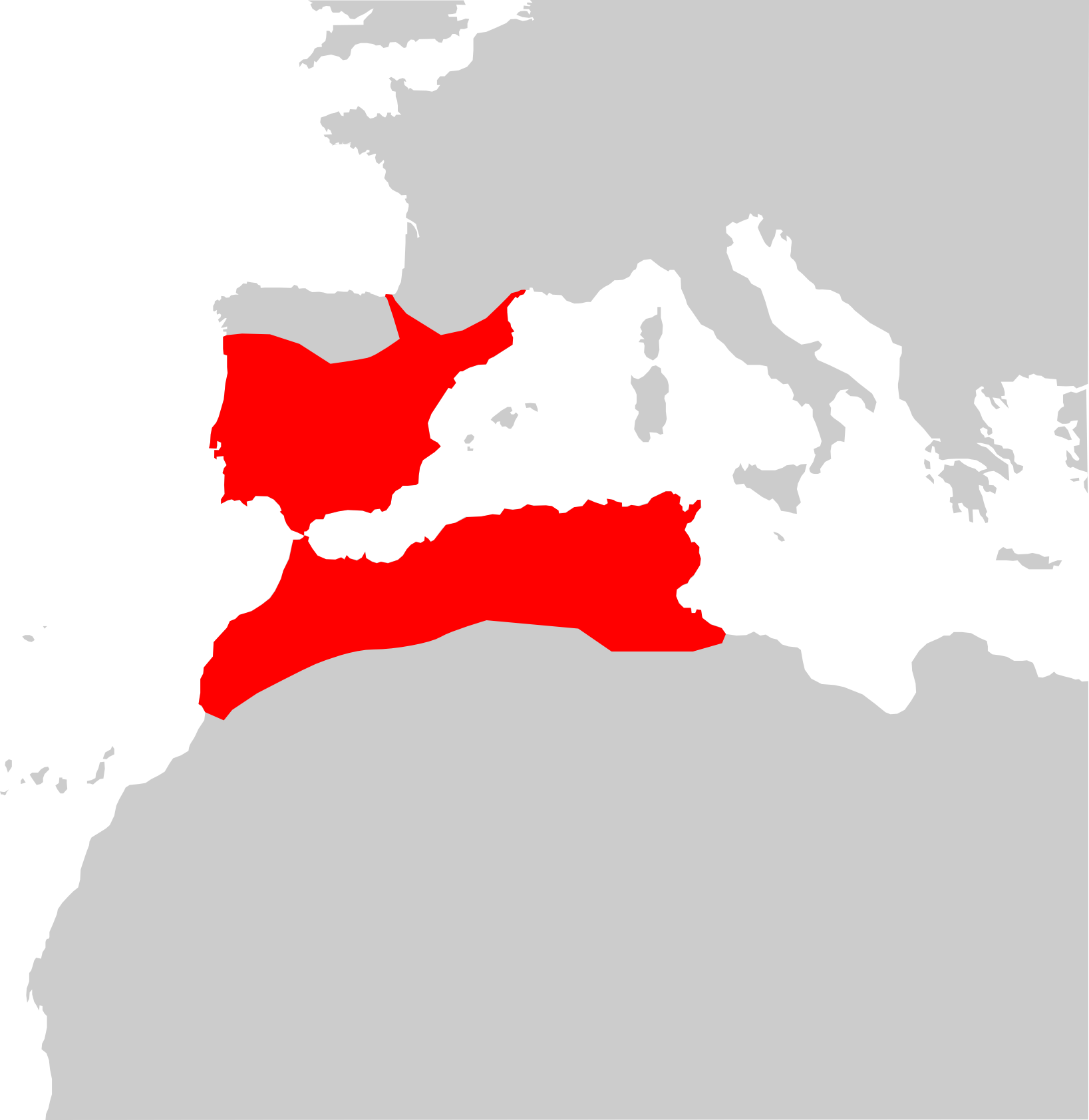
répartition

Cette espèce se rencontre, du Nord au Sud : dans le sud de la France, notamment dans le massif des Albères. Sur la péninsule Ibérique, au Portugal et en Espagne. Dans le grand Maghreb, au Maroc, en Algérie, en Tunisie et dans le nord-ouest de la Libye. Sa présence est incertaine en Mauritanie.

## Liste des sous-espèces
Selon TFTSG (21 juin 2011) :

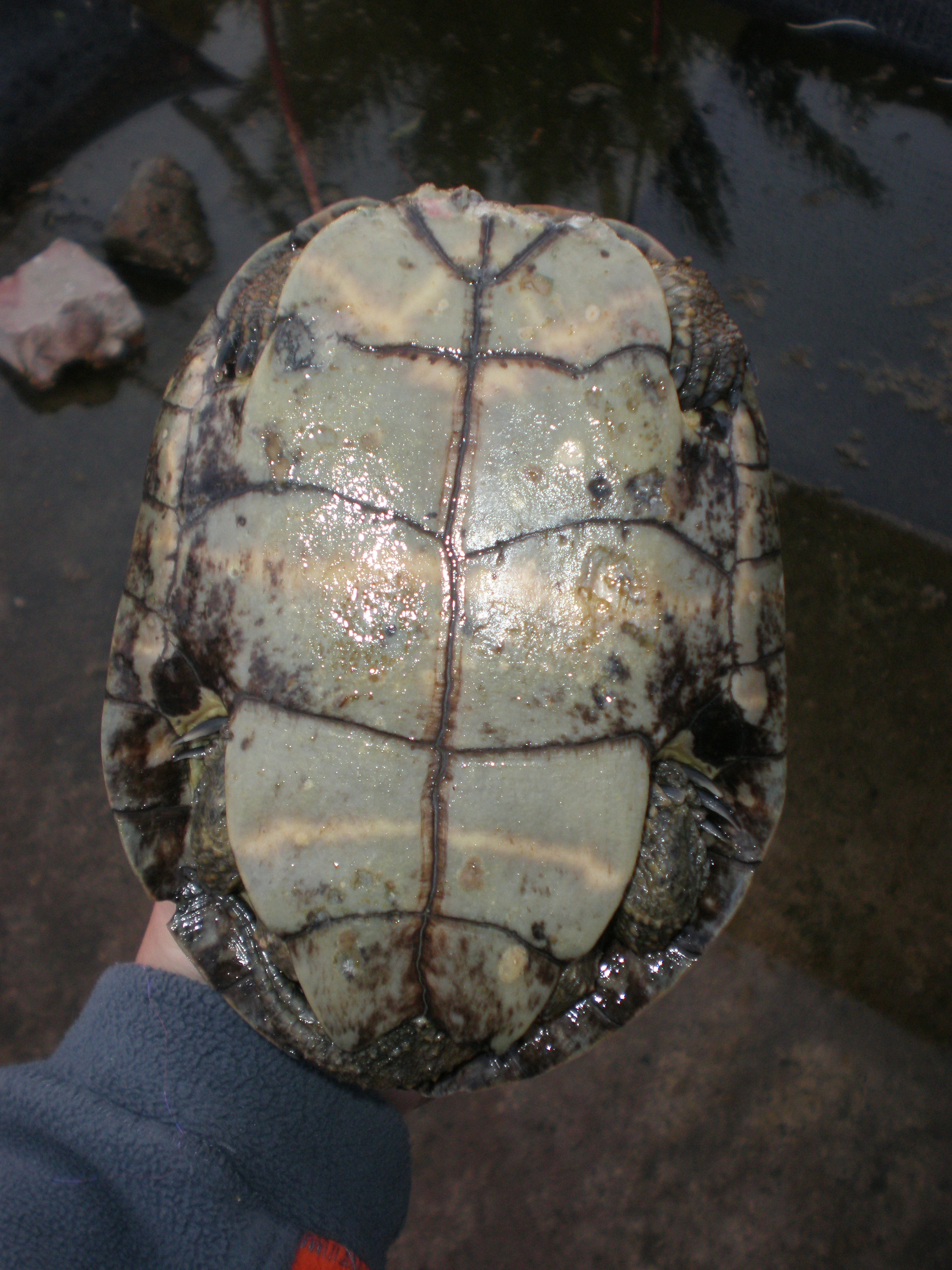

- Mauremys leprosa leprosa (Schweigger, 1812), dont les populations sont réparties du sud de la France au Nord de l'Atlas marocain (Maroc).
- Mauremys leprosa saharica (Schleich , 1996), dont les populations sont réparties du Sud de l'Atlas marocain (Maroc) au nord-ouest de la Libye.

## Galerie

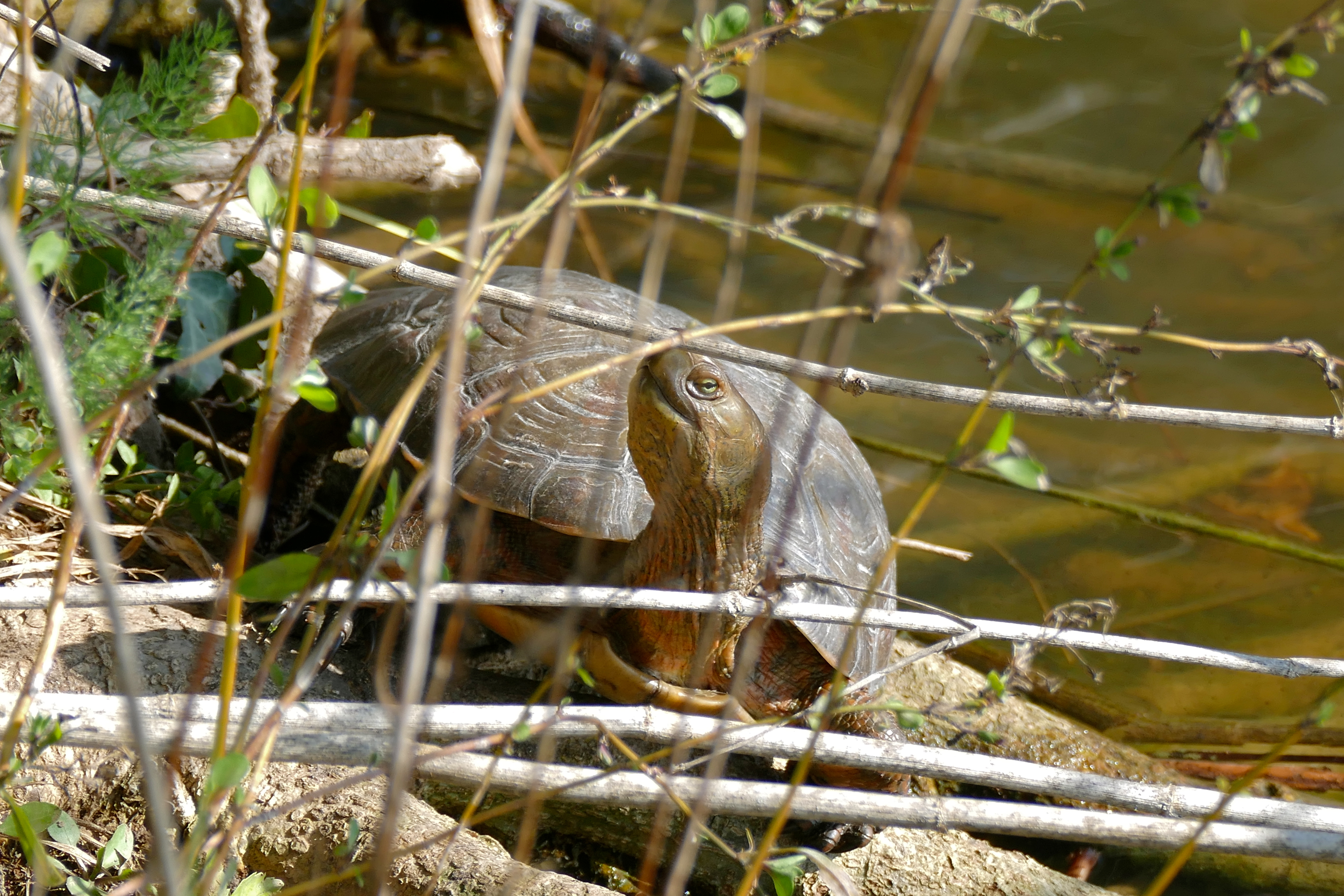
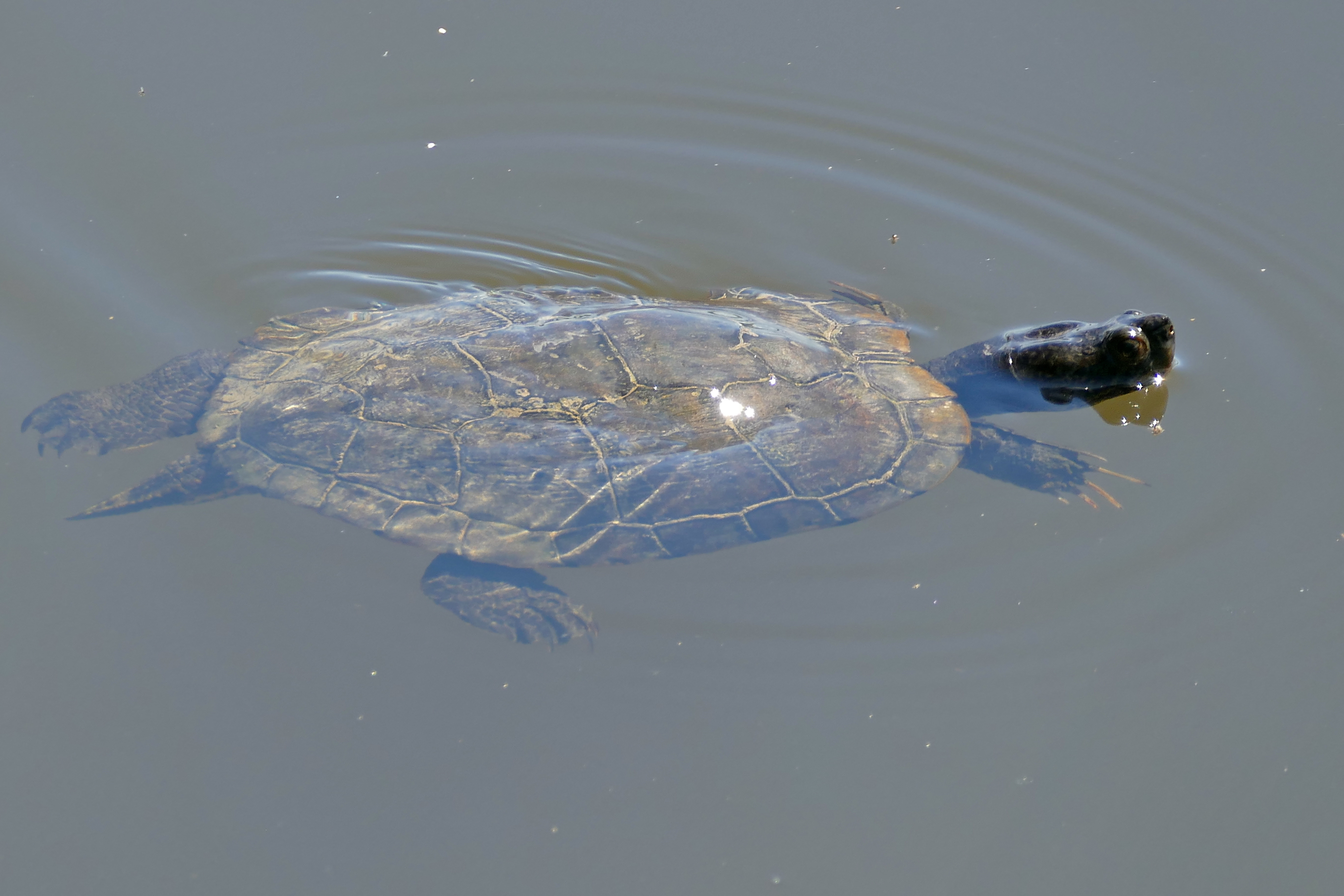
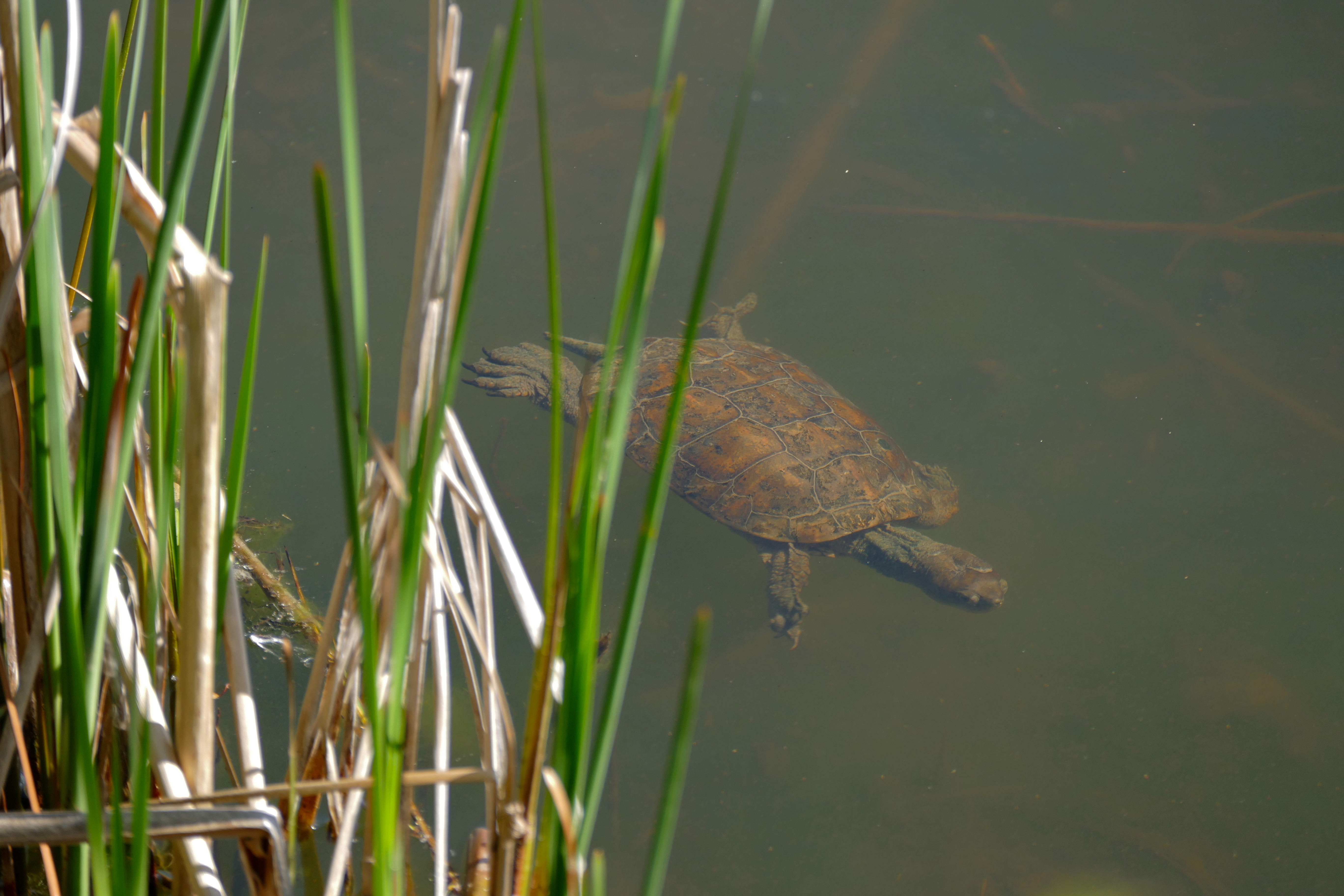
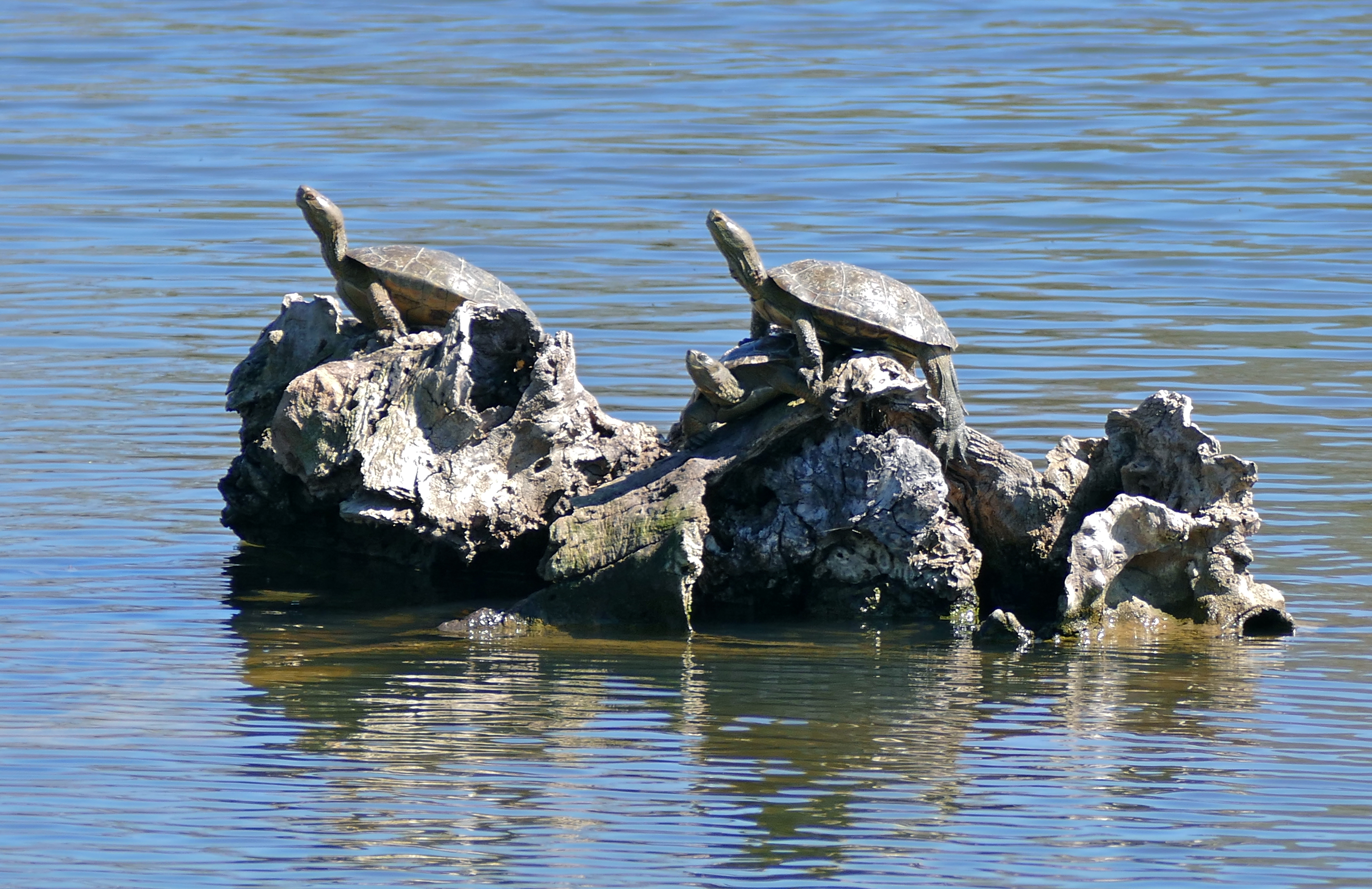

## Publications originales
- Schleich, 1996 : Beitrag zur Systematik des Formenkreises von Mauremys leprosa (Schweigger) in Marokko. Teil I. Spixiana Supplement, no 22, p. 29–59 (texte intégral).
- Schweigger, 1812 : Prodromus Monographia Cheloniorum auctore Schweigger. Königsberger Archiv für Naturwissenschaft und Mathematik, vol. 1, p. 271-368 & 406-458 (texte intégral).